# Ростопчин, Андрей Фёдорович
Граф Андрей Фёдорович Ростопчин (13 [25] октября 1813, Москва — 24 ноября [6 декабря] 1892, Санкт-Петербург) — русский литератор, меценат, коллекционер. Сын Ф. В. Ростопчина.

## Биография
Андрей Ростопчин родился 13 октября 1813 года в Москве в семье графа Фёдора Васильевича Ростопчина и его супруги Екатерины Петровны, урождённой Протасовой. Детские годы провёл с родителями за границей (в Италии и Франции). По возвращении отца в Россию в 1824 году был определён в Пажеский корпус. В 1830 году был зачислен корнетом в Кирасирский Её Величества лейб-гвардии полк. В 1831 году принимал участие в подавлении Польского восстания, был награждён медалью «За взятие приступом Варшавы». В 1833 году вышел в отставку.
В 1840—1843 годах вновь на военной службе. В 1844 году состоял корреспондентом специальной комиссии в Управление государственного коннозаводства. В 1845—1847 был с семьёй за границей — в Италии, Франции и Германии.
В конце Крымской войны с 1855 по 1856 год вновь находился на военной службе. В 1858—1859 вновь на гражданской службе в Управлении государственного коннозаводства. С 1864 по 1881 год — шталмейстера Двора Его Императорского Величества. В 1868 году перешёл на службу в Главное управление Восточной Сибири и переехал в Иркутск. В 1871 году был командирован в Санкт-Петербург. В 1872 году получил чин действительного статского советника. В 1881 году вышел в отставку.
Последние годы жил в Санкт-Петербурге. Умер 24 ноября 1892 года. Похоронен на Волковом кладбище.

## Коллекционирование
От отца Андрей Ростопчин унаследовал его архив, картинную галерею и библиотеку, которые значительно пополнил. Специально для размещения своей коллекции он купил дом в Москве (ныне Садовая-Кудринская улица, 15). По сведениям 1850 года, в живописное собрание Ростопчина входило более 280 картин. Основу коллекции составляли работы западноевропейских мастеров (в том числе А. Дюрера, Рембрандта, П. Рубенса, Н. Пуссена, Тициана и других). Существенную часть собрания Ростопчина занимали портреты русских и европейских деятелей XVIII — начала XIX века (Екатерина II, Павел I, А. В. Суворов, П. А. Румянцев-Задунайский, кардинал Мазарини, Людовик XIV и другие), а также портреты, скульптуры и мозаики членов семьи (в частности скульптурный портрет Ф. В. Ростопчина работы скульптора Галленса, выполненный в 1819 году в Париже).
В 1850 году картинная галерея Ростопчина на Садовой была частично открыта для посещения. Вход был бесплатным, а студентам-художникам разрешалось копировать картины. В 1852 году галерея была закрыта из-за финансовых трудностей. Собрание картин Ростопчин перевёз в Санкт-Петербург для продажи.
В 1858 году Ростопчин был избран почётным членом Императорской публичной библиотеки. Он периодически жертвовал ей деньги, а также редкие книги и гравюры.

## Семья
- Первая жена — Евдокия Петровна Сушкова (1811—1858) — русская поэтесса, переводчица, драматург и прозаик, хозяйка литературного салона.

Их дети:
- Ольга Андреевна (1837—1916).
- Лидия Андреевна (1838—1915).
- Гектор Андреевич (1839—1879).

- Вторая жена — Анна Владимировна Скоробогач (?—1901)

Удочерённая дочь:
- Мирецкая Анна Францевна (1876—?)